# スクリュープロペラ

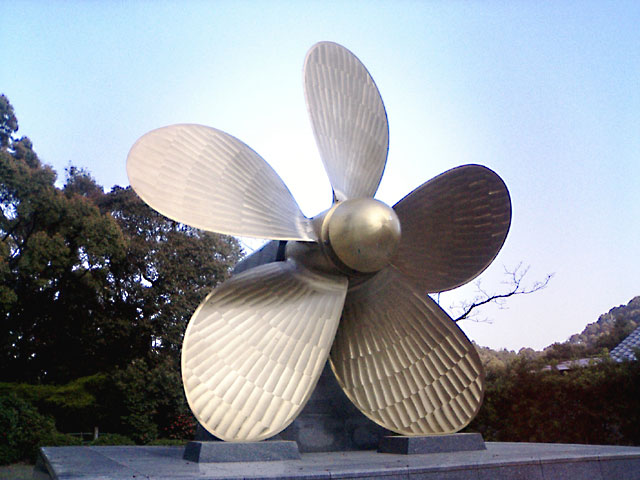
船のスクリュープロペラ

スクリュープロペラ (screw propeller) は、船などに装備され水中で動作する、推進機の種類である。スクリュープロペラの回転翼が水をかくことによって、回転軸方向に揚力を作り、推進する力を得る。
単にプロペラ、水面下に隠れて見えない事から外輪に対し暗車とも呼ばれる。巻き込まれると危険であるため船尾【艫（トモ）】に注意を促す記述が書かれていることがある（たとえば横浜にある氷川丸を後方から見ると「双暗車注意」と書いてある）。

## 概要
舶用のスクリュープロペラは、海事従事者の間では略して一般にプロペラと呼ばれることが多く、スクリューと略されることは少ない。ペラと略す業界もある。現代船では金属で作られ、回転軸であるボス部分と2枚以上のブレードまたはプロペラ翼と呼ばれる翼面部分から構成される。金属材料としては銅系が多用されており、電蝕により船体の材料である鋼がダメージを受けるため、近傍に「ジンク」と呼ばれる亜鉛材による「身代わりとして犠牲になる」部品を配置する。近年は代替材料の研究開発も進められている。形状が楕円、あるいは扇形に近く、飛行機のプロペラに比べて翼が短く広い。ブレードは小型船では枚数が少なく、大型船では多い傾向にある。
一般に船尾部に付けられ、プロペラの直後に舵がある。この配置により、スクリュープロペラが発生する流れの向きを変えることで舵が効くというメカニズムであるため、（一般の商船などでは）後退時には前進時と対称に舵が効くわけではない。このことは危険回避などの緊急時に「前進のまま転舵により回避する」か「後退により回避する」か、どちらかを選ばねばならないというジレンマの原因になっている。
エンジンとスクリュープロペラを結ぶ回転軸（駆動軸）をプロペラシャフトという。構造上、駆動側とプロペラ側の軸を一致させられないこともあり、途中に自在継手を入れ、軸が斜め、あるいは少しずれていることもある。
曳船やトロール船など曳航力を必要とする船ではスクリュープロペラの周囲に円筒形のコルトノズルを設けているものもある。

## 歴史

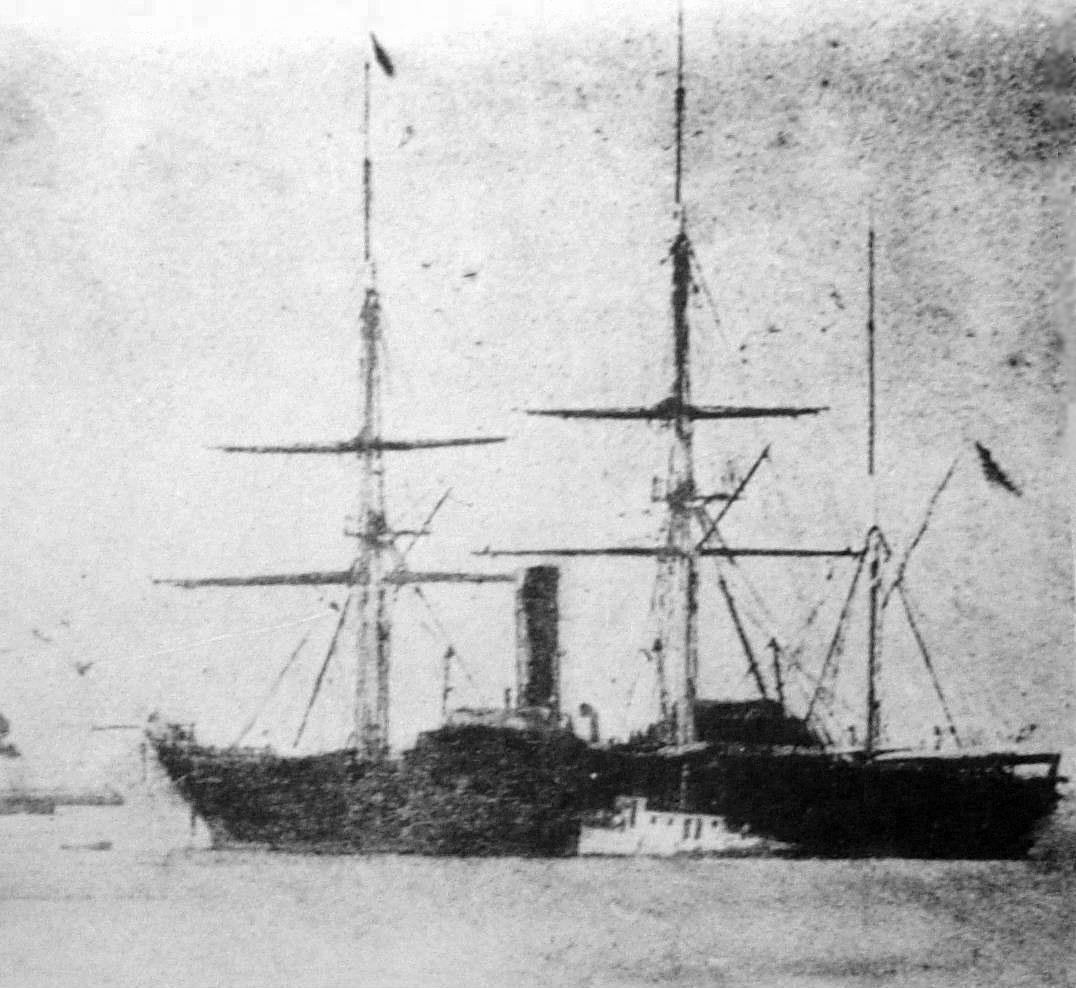
外輪式蒸気船サスケハナ号

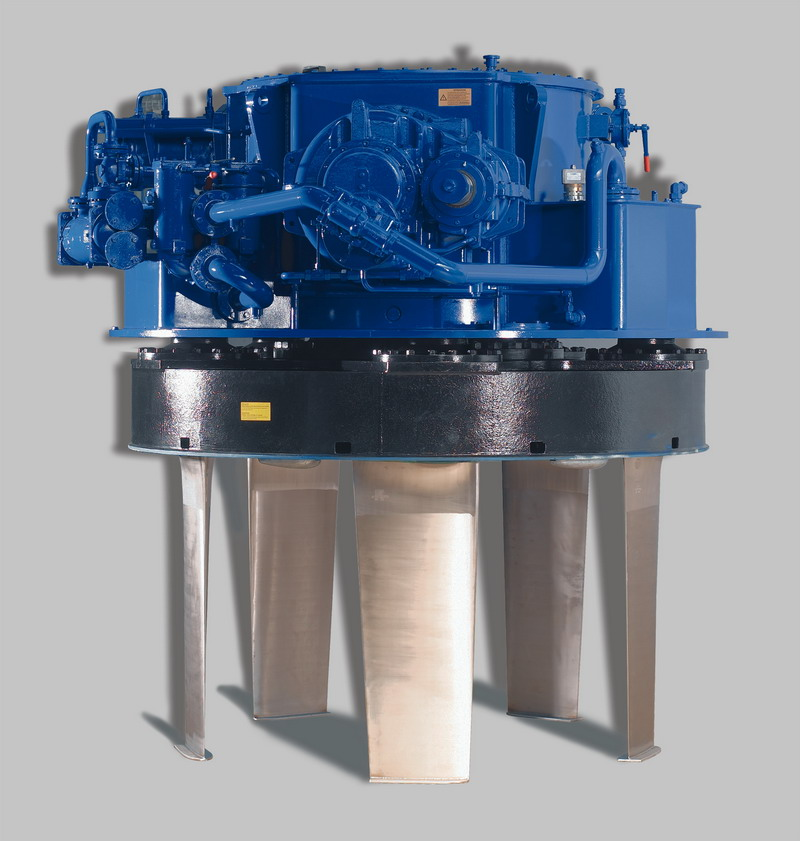
船舶用シュナイダープロペラ（独フォイト社製）

船舶の動力推進機構は、蒸気船の時代までさかのぼる。それ以前の船舶は、帆走および櫂、艪、水流にまかせるなどの自然力、人力に依存していた。スクリュープロペラが普及したのは蒸気機関が船舶の動力源として用いられるようになって、しばらくしてからのことである。
蒸気船が登場したころ、推進機構はスクリュー式ではなく外輪を利用する外輪船がさかんに用いられていた。スクリュー式推進機構の優位性が認められるようになったのは19世紀中ごろのことである。当時外輪式に代わる推進機構を公募していたイギリス海軍省は、スクリュープロペラの発明を見い出したが、当時の軍首脳らは船底に穴を開けるというイメージをマイナス要因ととらえたため、なかなか採用されなかった。最終的に外輪式との優劣を決定するための公開実験を数回行い、同じ重量、エンジン出力を持つスクリュー船と外輪船を文字通り「綱引き」させ、スクリュー船の優位性を決定づけた。以後スクリュープロペラは船舶の推進機構として不動の地位を得て現在に至っている。
近代には、設計理論の進展、加工技術の進歩により、スクリュープロペラは様々な用途の船舶に向け、要求を満たすべくより特殊化された形状を持つようになったものもある。いくつか例を挙げると、潜水艦用として、静粛性を向上させるためにブレードを細長く、後退角を大きくとった「ハイスキュー・プロペラ」や、商船や客船用に、推進効率を向上させて燃費を抑える「二重反転プロペラ」、従来マイナス要素であったキャビテーション現象を逆に利用した超高速艇用「スーパーキャビテーション・プロペラ」などがある。また、一般的なスクリュープロペラからはかけ離れた外見を持つ「シュナイダープロペラ」や「ウォータージェット推進」などといった方式もある。

## 特殊なスクリュープロペラ

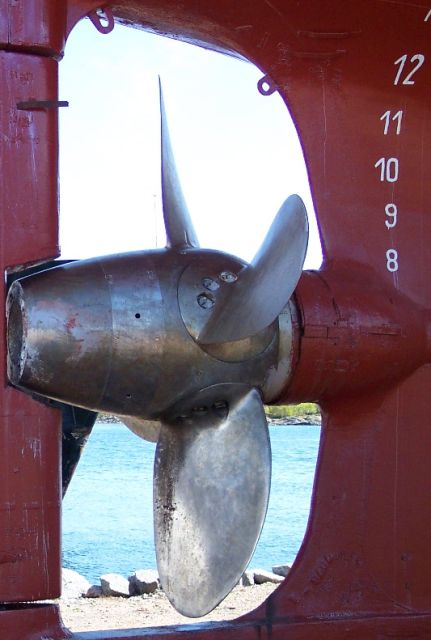
可変ピッチプロペラの例。回転機構が内蔵されるため可変ピッチプロペラのプロペラボスは径が太く推進効率が多少下がる。

二重反転プロペラ
燃費を重視する船では、二重反転プロペラが使われている。二重反転プロペラは推進軸が同軸2軸構造となり、反転ギヤも必要となるので構造が複雑となるが、後述のキャビテーションや旋回流の問題、静粛性の問題も改善する効果がある。ポッド推進器が船舶に使われるようになると、ポッド推進器の前後にスクリューを取り付けたものや、通常のスクリュープロペラの後部にポッド推進器を備えて二重反転プロペラにするものも製造されている。
可変ピッチプロペラ
後進時には、通常、推進軸を逆回転させるが、タービンを使用した推進機関のようにギヤや逆回転用の装置を備える事を避けたい場合は、可変ピッチプロペラを採用し、プロペラピッチの変更で対応する事がある。
ポッド推進
スクリュープロペラの取り付け角を回転させる事で、舵を不用とし、後進も迅速に行えるポッド推進がある。
ハイスキュー・プロペラ
水中速力30ノット超の原子力潜水艦などではブレード枚数が7枚と多く、個々の翼は細長くて面積が小さく翼の後退角が大きいスキュード・プロペラと呼ばれるプロペラが採用されている。ハイ・スキューと呼ばれるプロペラでは後退角が連続変化する複雑な曲線で構成されており、静粛性の向上が図られている。
ポンプ・ジェット
スクリュープロペラの周りをダクトで覆うポンプ・ジェットと呼ばれる推進方式がある。水中翼船など、より高速を得ようとする船舶ではウォータージェット推進が用いられる。
サーフェスプロペラ
プロペラの上半分程度を水面上に露出させた半没水型プロペラで、水中速力40ノット以上の高速船に使用される。中には50ノットに迫るものもある。

## スクリュープロペラの数
大型船舶や高出力機関を搭載する船舶では、スクリュープロペラの本数は最高で4基に達する。
過去には3基のスクリュープロペラを駆動する貨物船船もあったが、オイルショック以降は航行時の燃費が重視されるようになり、スクリュープロペラ数の削減、スクリュープロペラの大径化、スクリュープロペラ回転数の低減が求められた。
21世紀になってからは、タンカーや貨物船はかなりの大型船であっても通常1基のスクリュープロペラで済ませるケースが多く、回転数も毎分60回以下まで下がっている。一方で製造できるスクリュープロペラのサイズにも限度があり、喫水の制約もあるので、船幅50mを越える場合はスクリュープロペラを2基装備することもある。

## 課題

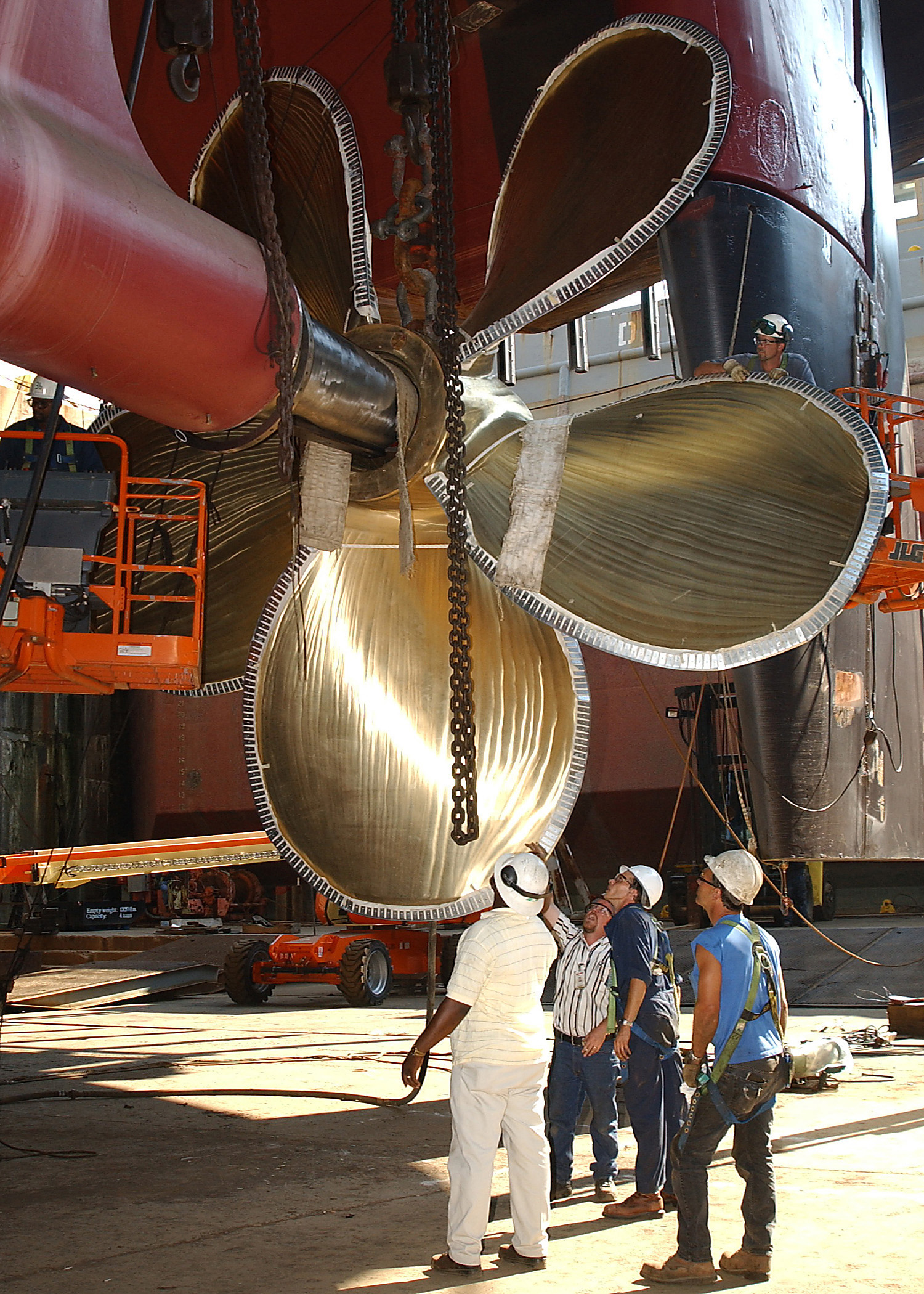
空母ジョージ・ワシントンのスクリュープロペラ。外縁に保護材が取り付けられている

### キャビテーション
スクリュープロペラの推進力を高めるために
回転数を高めたりピッチを強めたりすれば、ブレード面が作る負圧が水圧より大きくなって細かい気泡が生じるキャビテーションという現象が起きて推進効率が悪化するだけでなく、ブレード面が損傷（壊蝕=エロージョン）したり、大きな雑音を生じる。さらに船体に不快な振動を起こし船体強度にも影響するため見過ごすことができない。20世紀末からは、大型船のスクリュープロペラではこういった問題の発生を避けるため、大直径のスクリュープロペラを低回転で使用することで高い効率を得ている。
近年は、意図的にキャビテーションを発生させ利用するスーパーキャビテーションの技術を利用した、スーパーキャビテーション・プロペラといったものもある。

### 旋回流の問題
1基のスクリュープロペラだけを使用する場合には、駆動軸のエネルギーの約1/3は、スクリュープロペラの後方の旋回流の発生に使われ推進力に寄与しない。これを改善する手法として、二重反転プロペラの他にはエンジン冷却に使用した冷却水をスクリュー前方の船体より噴出させたり、スクリュー前方や後方にフィンなどの付加的な装置を設置して推進効率を改善する手法も存在する。

### 製造の問題
複雑な形状ゆえに高度な設計、製造技術、技能を必要とする。高速、高効率を追求する現代の商用船舶向けプロペラはほとんどすべて曲面で構成され、誤差は100分の1ミリと、極めて要求が高い。機械研磨の限界が0.8ミリ程度であるため、後の工程はすべて熟練工に頼るしかない。とりわけ大型船に用いられる直径9メートル前後の大型プロペラは特注品であり、機械化が進んだとはいえ鋳型製作から仕上げまで人手を離れることはなく、汎用品、量産品などは存在しない。特に高度な設計と製造技術を要するハイスキュー・プロペラの場合、製造に用いる工作機械の輸出でさえ国防上の重要事項にかかわることになる。
特殊な技術や加工工具が必要であるため製造できるメーカーは限られている。

### 設置部の問題
スクリュープロペラは水中に露出して設置されるために、鋭利な翼端部が海生生物(ジュゴンやイルカなど）、ダイバー、水難者を危険にさらす。初期の水上オートバイではこの点が非常に大きな問題となり、ウォータージェット推進の製品に取って代わられている。

### 水生生物の付着
スクリュープロペラに貝類などの水生生物が付着すると、表面の平滑性が損なわれ推進効率が低下する。これを防ぐために大型船舶では停泊中であっても主エンジンとは別動力でスクリュープロペラを微速回転させ対応することがある。

## 注記
1. ↑  プロペラを駆動するわけではないが自動車における同等の部品もプロペラシャフトと呼ばれる。これは英単語propellerが広義には「推進させるもの」を意味するからである（ただし英米で異なり、米では「ドライブシャフト」で総称する）。
2. ↑  池田勝, 「古今(こきん)用語撰」『らん：纜』 17巻 1992年 p.43-46, doi:10.14856/ran.17.0_43、2020年6月19日閲覧。
3. 1 2 3 4 5  世界の艦船 2012年11月号
4. ↑  プロペラ噴流発生装置 特開2006-347285号公報特開2004-9944号公報
5. ↑  船舶用プロペラ汚損防止装置及び船舶用プロペラ汚損防止方法
 特開2004-337457号公報特開平9-30490号公報